# Silene fraudatrix
Silene fraudatrix är en nejlikväxtart som beskrevs av Robert Desmond Meikle. Silene fraudatrix ingår i släktet glimmar, och familjen nejlikväxter. Inga underarter finns listade i Catalogue of Life.